# ماساتو فوه
ماساتو فوه (انگلیسی: Masato Fue؛ زادهٔ ۲۲ مارس ۱۹۷۳) بازیکن فوتبال اهل ژاپن است.
از باشگاه‌هایی که در آن بازی کرده‌است می‌توان به باشگاه فوتبال سانفریس هیروشیما اشاره کرد.